# 馬鈴薯瓢蟲
馬鈴薯瓢蟲（学名：Henosepilachna vigintioctomaculata）为瓢蟲科食植瓢蟲屬下的一个种。